# 일몰제
일몰제 또는 규제일몰제(sunset provision, sunset clause)는 공공 정책에서 법을 연장하기 위한 추가 입법 조치가 취해지지 않는 한 특정 날짜 이후에 해당 법률의 효력이 중단되도록 규정하는 법령, 규정 또는 기타 법률 내의 조치이다. 수정되거나 폐지되지 않는 한 무기한 효력을 유지하는 대부분의 법률과 달리 일몰 조항에는 지정된 만기일이 있다. 이는 압류의 개념이 적용되는 법률 시스템에는 적용되지 않는다.

## 기원
일몰제의 뿌리는 로마 위임통치법에 있지만 최초의 철학적 언급은 플라톤의 법칙에서 찾아볼 수 있다. 로마 공화국 당시 로마 원로원이 특별세를 징수하고 군대를 활성화하는 권한은 시간과 범위가 제한되어 있었다. 이러한 권한은 총독과 같은 선거 공직이 만료되기 전에 종료되었다. "Ad tempus concessa post tempus censetur denegata" 규칙은 "일정 기간 동안 허용된 것은 해당 기간이 지나면 거부됩니다"로 번역된다. 로마의 긴급 법안에도 동일한 규칙이 적용되었다. 기본 원칙은 입법의 여러 영역에서 나타났으며 나중에 로마법 대전(Codex Iustinianus, 10, 61, 1)에 성문화되었다. 율리우스 카이사르가 종신 독재자가 되면서 이 원칙은 깨졌다.